# Alfaproteobacteris
Els alfaproteobacteris (Alphaproteobacteria) és una classe dins els Proteobacteria. Com tots els proteobacteris són gram-negatius. Alphaproteobacteria comprenen la majoria dels gèneres fototròfics, però també diversos gènres que metabolitzen compostos C1 (per exemple. Methylobacterium spp.), simbionts de les plantes (per exemple Rhizobium spp.) i d'animals, i un grup de patògens, els Rickettsiaceae. Es creu que els precursors dels mitocondris dels eucariotes s'han originat a partir de Rickettsia spp. Per les seves propietats simbiòtiques els científics sovint utilitzen els Alphaproteobacteria del gènere Agrobacterium per transferir ADN forà i tenen altres usos biotecnològics. Els bacteris fototròfics anoxigènics aerobis (en anglès:Aerobic anoxygenic phototrophic bacteria) són alfaproteobacteris que estan àmpliament distribuïts en el plàncton.

## Classificació
Les famílies les quals la majoria pertanyen a l'ordre Rhizobiales, inclouen: 
- Anaplasmataceae
- Bartonellaceae
- Beijerinckiaceae
- Bradyrhizobiaceae
- Brucellaceae
- Caulobacteraceae
- Holosporaceae
- Hyphomicrobiaceae
- Kiloniellaceae
- Kopriimonadaceae
- Kordiimonadaceae
- Methylobacteriaceae
- Methylocystaceae
- Parvularculaceae
- Rhizobiaceae
- Rhodobacteraceae
- Rickettsiaceae
- Sneathiellaceae
- Sphingomonadaceae